# Nestor Subiat
Néstor Gabriel Subiat (Buenos Aires, Argentína, 1966. április 23. –) svájci labdarúgócsatár.
A svájci válogatott tagjaként részt vett az 1994-es labdarúgó-világbajnokságon.